# Средства массовой информации Красноярска
Данная статья освещает средства массовой информации города Красноярск.

## Пресса

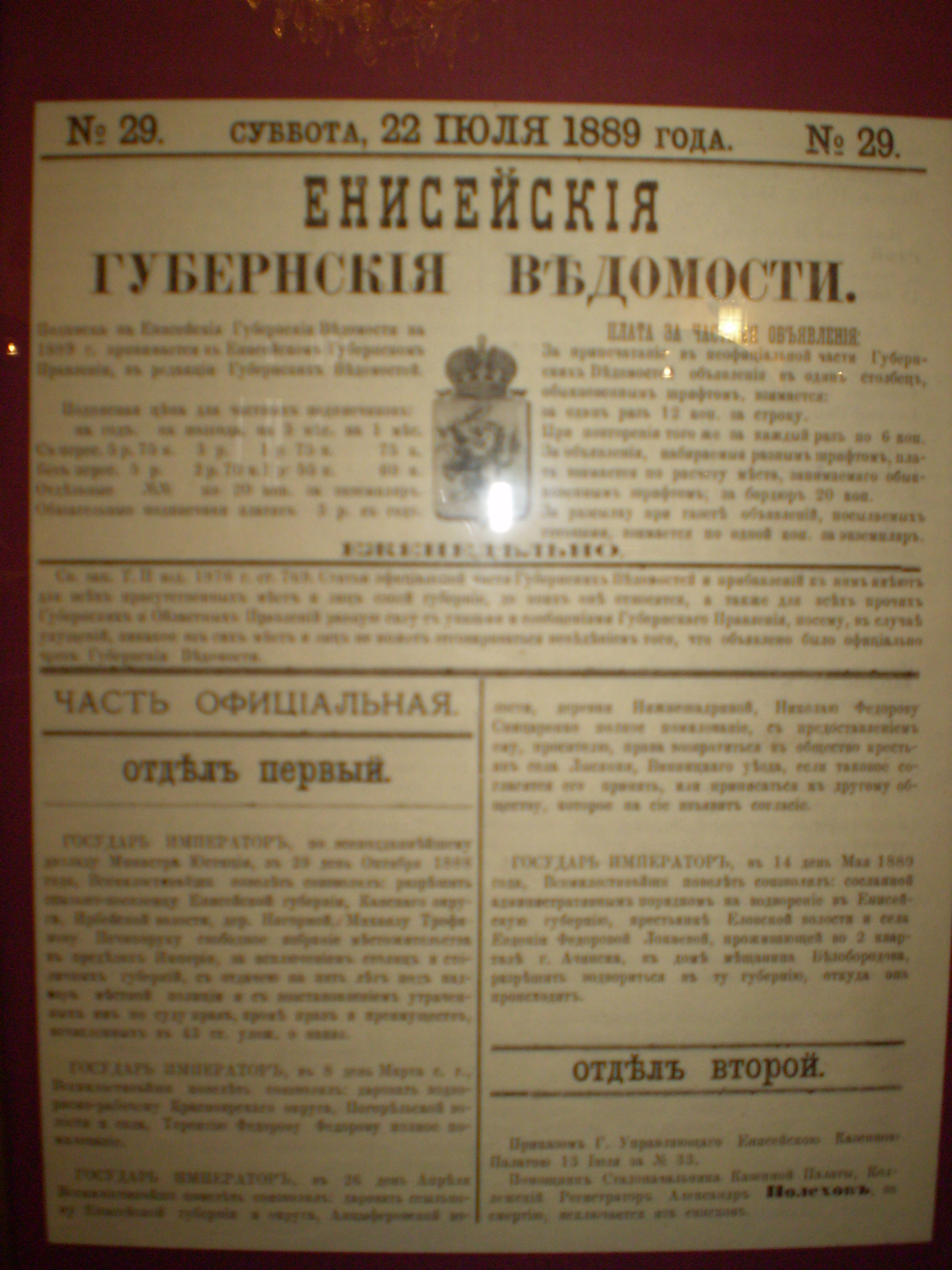
Енисейские губернские ведомости. 22 июля 1889 года. Красноярский литературный музей

1-й номер газеты «Енисейские губернские ведомости» вышел 2 июля 1857 года. В 1889 году начала издаваться первая частная газета «Справочный листок Енисейской губернии».
В рейтинге СМИ 75 крупнейших городов России, Красноярск занял 16 место по совокупному еженедельному тиражу общественно-политических печатных СМИ (654 980 экз.) и 47 место по «доступности негосударственных СМИ».

###### Местная пресса
- «Красноярский рабочий» — старейшая газета, издаётся с 10 декабря 1905 года. Главная улица правобережья города получила название проспект им. газеты «Красноярский рабочий»;
- Газета «Городские новости» издаётся с 25 ноября 1994 года;
- Литературный журнал «День и ночь» издаётся с 1993 года;
- Специализированная газета «Налоговый вестник» выходит с 1993 года;
- Бассейновая газета «Речник Енисея», издаётся с 1931 года;
- «Сегодняшняя газета» издаётся с 21 мая 1993 года;
- Журнал «Деловой квартал» издаётся с 2004 года.
- Журнал «Антенна-Телесемь. Красноярск» издаётся с 3 марта 2004 года.
- Журнал «Теленеделя. Красноярск» издаётся с 2006 года.
- Газета «Красноярский регион» — краевая общественно-политическая газета, издается с 2007 года.

###### Бывшая пресса
- «Телевизор» — еженедельник-телегид, издавался с 28 марта 2001 по 2015 год[2]
- Газета «Вечерний Красноярск» издавалась с 1989 по 2011 год;
- Деловой журнал «Миллион» издавался с 28 февраля 1997 по 2008 год[3];
- «Шанс» — полезный рекламно-информационный еженедельник, издавался с 28 июня 2002 по 27 июня 2025 года[4];
- Газета «Комок» издавалась с 27 марта 1992 по 2013 год.

## Радиостанции
Радиовещание в Красноярске началось в феврале 1928 года. В настоящее время в городе работают радиостанции:

### FM диапазон
| Частота МГц | Название                       | RDS | Формат           | Мощн., кВт | Телецентр          | Время |
| ----------- | ------------------------------ | --- | ---------------- | ---------- | ------------------ | ----- |
| 92,7        | Comedy Radio                   | +   | CHR / Humor      | 1          | Николаевская Сопка | 0-24  |
| 93,1        | Радио ПИ FM                    | -   | Pop / Dance      | 1          | Новая РТПС         | 0-24  |
| 93,5        | Новое радио                    | +   | Rus CHR / АС     | 1          | Новая РТПС         | 0-24  |
| 94,0        | Вести FM / ГТРК Красноярск     | -   | News / Talk      | 1          | Новая РТПС         | 0-24  |
| 94,5        | Радио России / ГТРК Красноярск | -   | News / Talk      | 4          | Новая РТПС         | 5-1   |
| 95,0        | Like FM                        | +   | Pop              | 1          | Николаевская Сопка | 0-24  |
| 95,4        | Радио Вера                     | +   | Talk             | 1          | Новая РТПС         | 0-24  |
| 95,8        | Радио Сибирь                   | +   | Hot AC / CHR     | 1          | Новая РТПС         | 0-24  |
| 96,2        | Красноярск FM                  | -   | CHR / Hot АС     | 1          | Новая РТПС         | 0-24  |
| 96,6        | Радио Звезда                   | -   | Soviet AC / Talk | 1          | КРТПЦ              | 0-24  |
| 97,0        | Детское радио                  | +   | Detskoe          | 1          | Николаевская Сопка | 0-24  |
| 97,4        | Радио Мир                      | +   | Soft AC          | 1          | Николаевская Сопка | 0-24  |
| 97,8        | Радио 7 на семи холмах         | +   | Easy Listening   | 1          | Новая РТПС         | 0-24  |
| 98,2        | Юмор FM                        | -   | Humor / Rus CHR  | 1          | -                  | 0-24  |
| 98,7        | Ретро FM                       | +   | CHR / Dance      | 2          | Николаевская Сопка | 0-24  |
| 99,1        | Радио 99,1 FM                  | -   | Easy Listening   | 2          | Новая РТПС         | 0-24  |
| 99,5        | Радио Гордость                 | -   | Different Music  | 1          | Новая РТПС         | 0-24  |
| 99,9        | Радио Sputnik                  | -   | News / Talk      | 1          | Новая РТПС         | 0-24  |
| 100,3       | Радио Рекорд                   | +   | Dance CHR/EDM    | 1          | Новая РТПС         | 0-24  |
| 100,8       | Дорожное радио                 | +   | Hot AC / AC      | 1          | Николаевская Сопка | 0-24  |
| 101,3       | Love Radio                     | +   | Hot AC / CHR     | 2          | Николаевская Сопка | 0-24  |
| 101,7       | Радио Шансон                   | +   | Shanson / AC     | 2          | Николаевская Сопка | 0-24  |
| 102,2       | Серебряный Дождь               | +   | News / АС        | 3          | Николаевская Сопка | 0-24  |
| 102,8       | Радио «Красноярск Главный»     | +   | Hot AC / CHR     | 5          | Новая РТПС         | 0-24  |
| 103,3       | Радио ENERGY                   | +   | Hot AC / CHR     | 2          | Николаевская Сопка | 0-24  |
| 103,8       | Европа Плюс                    | +   | Hot AC / CHR     | 2          | Николаевская Сопка | 0-24  |
| 104,2       | Business FM                    | +   | News / Talk      | 1          | Николаевская Сопка | 0-24  |
| 104,6       | Радио Дача                     | +   | Hot AC / AC      | 1          | Николаевская Сопка | 0-24  |
| 105,2       | Авторадио                      | +   | Hot АС / Disco   | 2          | Николаевская Сопка | 0-24  |
| 105,8       | Русское Радио                  | +   | Rus CHR / АС     | 1          | Николаевская Сопка | 0-24  |
| 106,6       | Радио Маяк / ГТРК Красноярск   | -   | News / Talk      | 1          | Новая РТПС         | 0-24  |
| 107,1       | Радио Комсомольская правда     | +   | News / Talk      | 1          | Николаевская Сопка | 0-24  |

### Местные радиостанции
- Красноярск Главный (до 2018 года — Авторитетное радио, до 2010 года — Авторадио)
- Радио 99,1 FM
- Красноярск FM

### Бывшие радиостанции
- Русские песни (2017—2020)
- Наши песни (2007—2015)
- RU.FM (до 2008 года — Русская волна) (1996—2012)[5]
- Радио 7 (до 2002 года — Радио 7 Ностальжи) (1999—2004)
- Радио Хит (2001—2003)
- DFM-Красноярск (до 2005 года — Динамит FM-Красноярск) (2003—2007)
- Радио СВ (Студенческая волна) (2003—2004)
- Ностальжи (2004—2006)
- Местное время (1991—1994, 2004—200?)
- Новый город (1998—2001)
- Радио Афонтово (1993—2002)
- Фон-радио (1993)
- Радио Zebra (2002—2009)
- Радио Город (1991—1994, 1996—1997)
- Бабушкин сундук (1995—1996)
- Молодость Енисея
- Эхо Москвы-Красноярск (Эхо Красноярска) (1998—2000, 2001—2006)
- Maximum-Красноярск (2001—2005)
- Хит FM-Красноярск (2001—2004)
- Милицейская волна-Красноярск (2008—2009)
- Наше радио-Красноярск (2001—2002, 2004—2005)
- Радио Romantika-Красноярск (2011—2016)
- Спорт FM-Красноярск (2013—2017)
- Воскресение (2008—201?)
- Станция 68,9 (2016—2019)

## Телевидение
Телецентр построен в Красноярске в 1957 году. В том же году вышла первая телепередача красноярского телецентра. К 2013 году планируется перевести вещание на цифровой формат.Также в Красноярске расположены корпункты федеральных телеканалов: Первый Канал, Россия 1 / ГТРК Красноярск, НТВ, ТНТ и ТВ Центр.
Красноярский филиал ФГУП «РТРС» обеспечивает на территории города приём первого и второго мультиплексов цифрового эфирного телевидения России (25 ТВК, 45 ТВК).
В настоящее время в городе работают 3 вещательных каналов:

### Аналоговые каналы
| ТВК | Название                  | Бывшие вещатели |
| --- | ------------------------- | --- |
| 11  | Прима                     | СТС, Русская студия, REN-TV, АСК-7 (13:00—16:00), 2x2, МАРТ (вечером), АСТ, ТВЦ (ночью), Прометей АСТ, Тритон, Гранд-Телеком, КГТРК «Центр России» (нелегально), Предприятие «Радуга» |
| 24  | Енисей                    | Звезда |
| 25  | РТРС-1 цифра DVB-T2 (1мп) | |
| 36  | Суббота!                  | ТНТ / ТНТ-Красноярск |
| 45  | РТРС-2 цифра DVB-T2 (2мп) | |

### Цифровые эфирные каналы
Все 20 каналов для мультиплекса РТРС-1 и РТРС-2; Пакет радиоканал, включает: Вести FМ, Радио Маяк, Радио России / ГТРК Красноярск
- Пакет телеканалов РТРС-1 (телевизионный канал 25, частота 506 МГц), включает: Первый канал, Россия 1 / ГТРК Красноярск, Матч ТВ, НТВ, Пятый Канал, Россия К, Россия 24 / ГТРК Красноярск, Карусель, ОТР / «Енисей», ТВЦ.
- Пакет телеканалов РТРС-2 (телевизионный канал 45, частота 666 МГц), включает: РЕН-ТВ, Спас, СТС, Домашний, ТВ3, Пятница!, Звезда, Мир, ТНТ, Муз-ТВ.

### Местные телеканалы
- ГТРК «Красноярск» (выходит в эфир на телеканалах Россия 1 и Россия 24);
- ТВК (самостоятельный телеканал);
- 7 канал (самостоятельный телеканал);
- Афонтово (самостоятельный телеканал);
- Прима (самостоятельный телеканал);
- Енисей (самостоятельный телеканал и ретрансляция телеканала ОТР с местным эфиром на РТРС-1);
- Центр-Красноярск (ретрансляция телеканала Продвижение);
- Восьмой Канал — Красноярский край (выходит в эфир на Восьмом канале в кабельных сетях и осуществляет вещание на территории всего Сибирского Федерального округа).

### Бывшие телеканалы
- Телесфера (1994—1999)[8]
- 29 канал (MTV-Красноярск) (1998—2010)
- 34 канал (2000—2005)[9]
- ОРТВ (2005—2011)
- АСК-7 (1993—1996)
- Мы (начало 1990-х)[10]
- Тритон (начало 1990-х)
- Гранд-Телеком (начало 1990-х)
- Русская студия (1995—конец 1990-х)
- Муз-ТВ-Красноярск (2006—2009)
- Перец-Красноярск (до 2014 года — ДТВ-Красноярск) (2009—2015)
- Прима-Неделя (2019—2021)
- Комсомольская правда-Красноярск (2011—2014)
- Афонтово-22 (1995—2005)
- Афонтово в красном (2012—2014)
- Афонтово. Пробки (201?—2019)
- ТНТ-Красноярск (2005—2018)
- 12 канал (2008—2023)
- Че-Красноярск (2015—2023)
- Студия кабельного ТВ «Атлантик» (микрорайон Солнечный) (начало 1990-х)
- Предприятие «Радуга» (начало 1990-х)

## Электронные СМИ
- Проспект Мира — городское издание, полностью выросшее из социальных сетей.
- Интернет-газета Newslab.ru — онлайн-издание Красноярска и Красноярского края.
- Пресс-Лайн — информационное агентство Красноярского края (зарегистрировано в 1999 году).
- Красноярский краевой медиа-портал Столица 24 — новости большого края, аналитика от экспертов, фото- и видеоматериалы.
- Информационное агентство 1-line — Новости в режиме on-line о Красноярске, Красноярском крае и Сибири.